# Är du glad, av hjärtat nöjd
Är du glad, av hjärtat nöjd är en sång med text och musik av Horatio Richmond Palmer, den svenska översättningen gjordes av Teodor Trued Truvé. 
Melodin används även till sångerna Uti Bibeln finns en skatt, Flickan i Havanna och Tomten och haren.

## Publicerad i
- Sånger för Söndagsskolan och Hemmet nr 42 i fjärde upplagan, tryckt 1875
- Svensk söndagsskolsångbok 1908 som nr 157 under rubriken "Böne och lovsånger".
- Lilla Psalmisten 1909 som nr 185 under rubriken "Lovsånger".
- Svensk söndagsskolsångbok 1929 som nr 176 under rubriken "Böne- och lovsånger".
- Frälsningsarméns sångbok 1929 som nr 371 under rubriken "Jubel, erfarenhet och vittnesbörd".
- Musik till Frälsningsarméns sångbok 1930 som nr 371.
- Guds lov 1935 som nr 544 under rubriken "Barnsånger".
- Frälsningsarméns sångbok 1968 som nr 357 under rubriken "Jubel och tacksägelse".
- Frälsningsarméns sångbok 1990 som nr 529 under rubriken "Lovsång, tillbedjan och tacksägelse".